# Papillacarus pseudoaciculatus
Papillacarus pseudoaciculatus är en kvalsterart som beskrevs av Sandór Mahunka 1980. Papillacarus pseudoaciculatus ingår i släktet Papillacarus och familjen Lohmanniidae. Inga underarter finns listade i Catalogue of Life.